# رهاشدگی
رهاشدگی حالت درونی احساسی است که افراد طی آن احساس ترک‌شدن، خواستنی نبودن، نا امنی یا طردشدگی می‌کنند.
بروز احساس رهاشدگی یا طردشدگی ارتباط قطعی با حضور فیزیکی دیگران در کنار فرد ندارد. ممکن است زمانی که دیگران در کنار شخص حضور دارند به دلیل عدم برقراری روابط انسانی و احساسی، نیازهای عاطفی فرد برآورده نشود و احساس رهاشدگی کند. بروز این عارضه در کودکان معمولاً رابطهٔ واضحی با عوامل محیطی دارد. فقدان سرپرستی مناسب، عدم برخورداری از پوشاک، مسکن و تغذیهٔ مناسب، یا مورد سوء استفادهٔ جنسی قرار گرفتن می‌تواند از دلایل بروز احساس رهاشدگی در کودکان باشد. ترس از رهاشدگی به‌طور مستقل، یک بیماری یا معضل روانی به‌شمار نمی‌آید و بیشتر به‌عنوان یکی از گونه‌های اختلال اضطراب شناخته می‌شود.